# Rhyacophila transquilla
Rhyacophila transquilla is een schietmot uit de familie Rhyacophilidae. De soort komt voor in het Palearctisch gebied.